# 鄂爾多斯沙漠
39°35′17″N 109°43′37″E / 39.588°N 109.727°E
鄂爾多斯沙漠（英語：Ordos Desert）又名鄂爾多斯高原草原是一片在中華人民共和國內蒙古自治區南部鄂爾多斯高原上的荒漠和乾草原地帶，干旱、多风，为内陆沙漠高原，海拔一般都在1000米以上。此地土壤由黏土和沙組成，因此並不適宜耕種。其總面積約90,650平方公里，可細分為兩個地區：北部沙丘起伏的中國第七大沙漠──库布齐沙漠和南部较为平缓的四大沙地之一的毛烏素沙漠。其中有狭浅盐湖，河流大部均很短，仅东南侧始于东胜区的窟野河及西侧始于鄂托克旗的都斯图河较长。

## 地理位置及地勢

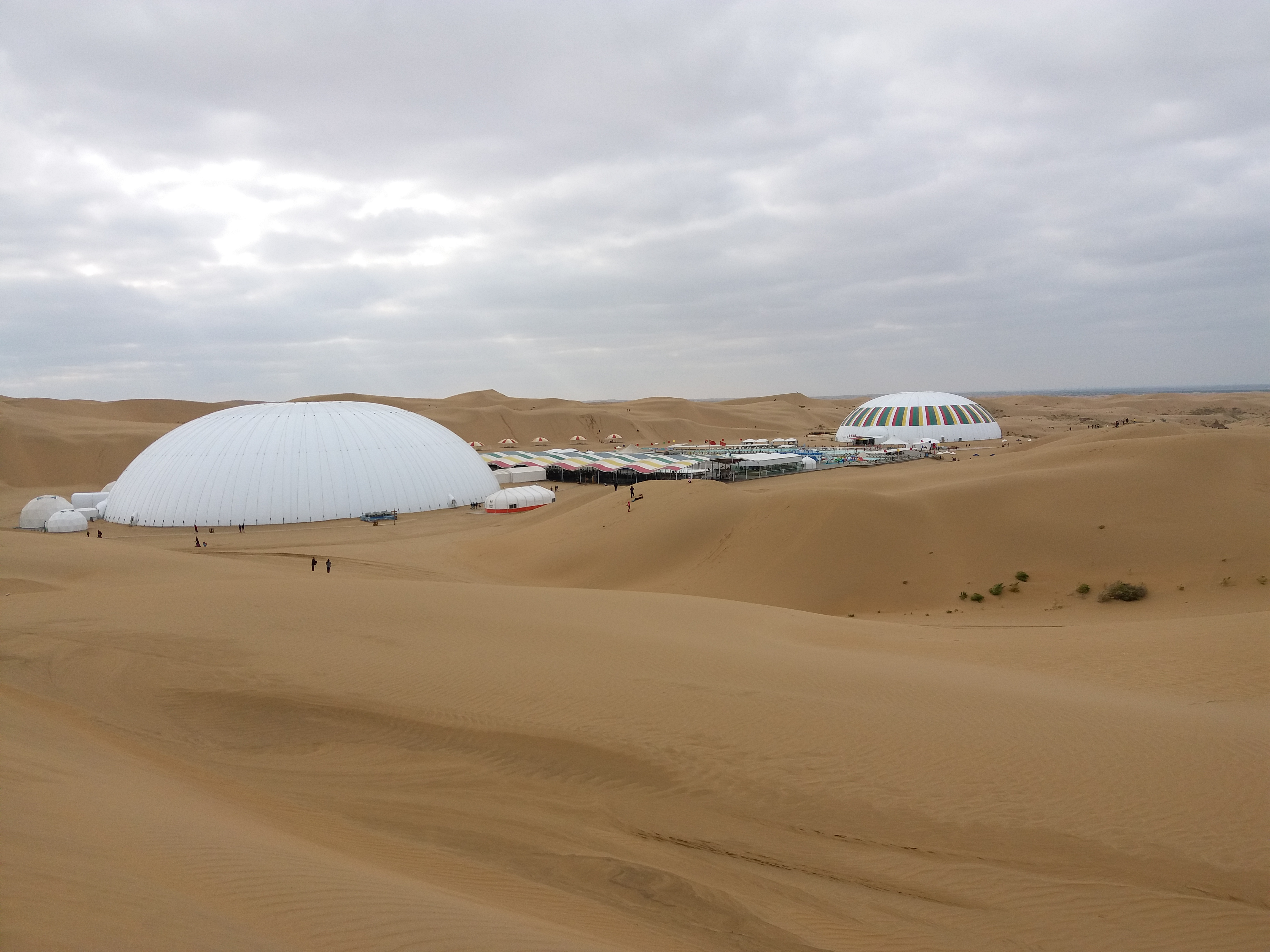
響沙灣為一個在鄂爾多斯沙漠的沙漠旅遊熱點

鄂爾多斯地區

鄂爾多斯沙漠的東、西、北面被黄河中游河套一片廣闊的矩形帶（又稱陕甘宁盆地）所包圍，而東、北面的山脉亦將鄂爾多斯地區與戈壁分隔。在黃河帶的北面，分隔該沙漠與戈壁中部的群山分別為：卡拉納里努拉山（Kara-naryn-ula）、希特努拉山（Sheitenula），以及與大兴安岭南端連接的阴山。 在東、南面，长城將該地區與肥沃的黃土地區分隔。毛乌素沙漠位于該沙漠的南部。其南面与黄土高原相接。該地區覆蓋内蒙古自治区南面、宁夏回族自治区及兩個中国一级行政区：陕西省和甘肃省。
鄂爾多斯沙漠在喜马拉雅山脉與中國東部低地的下坡之間形成一個中間層。

## 氣候
該沙漠的全年降雨量少於250毫米，當中大部分以夏季雷暴的形式出現。該地區亦有不少鹹水湖及间歇河。冬季極為寒冷，冷風會從北方及西方吹入該地區，而一月的氣溫介乎-13至-10攝氏度之間。

## 生態
鄂爾多斯地區的植被由山地草原和灌丛組成。
在陰山，森林位於海拔1600米以上，而在夏季亦開滿各式各樣的野花，但缺乏明顯的色彩。在此範圍內，亦育有種類繁盛的動物，尤其是雀鳥。
而在鄂爾多斯地區的鹹水湖則養育了一些野生雀鳥品種，當中遗鸥（Larus relictus）於红碱淖繁殖；而上述品種亦令這地區成為全球最大的繁殖與棲息地。
現時該區域大部分哺乳類動物的情況仍為未知之數，但過去在該處棲息的動物則計有野生双峰骆驼、雪豹、普氏原羚及普氏野马。

## 歷史

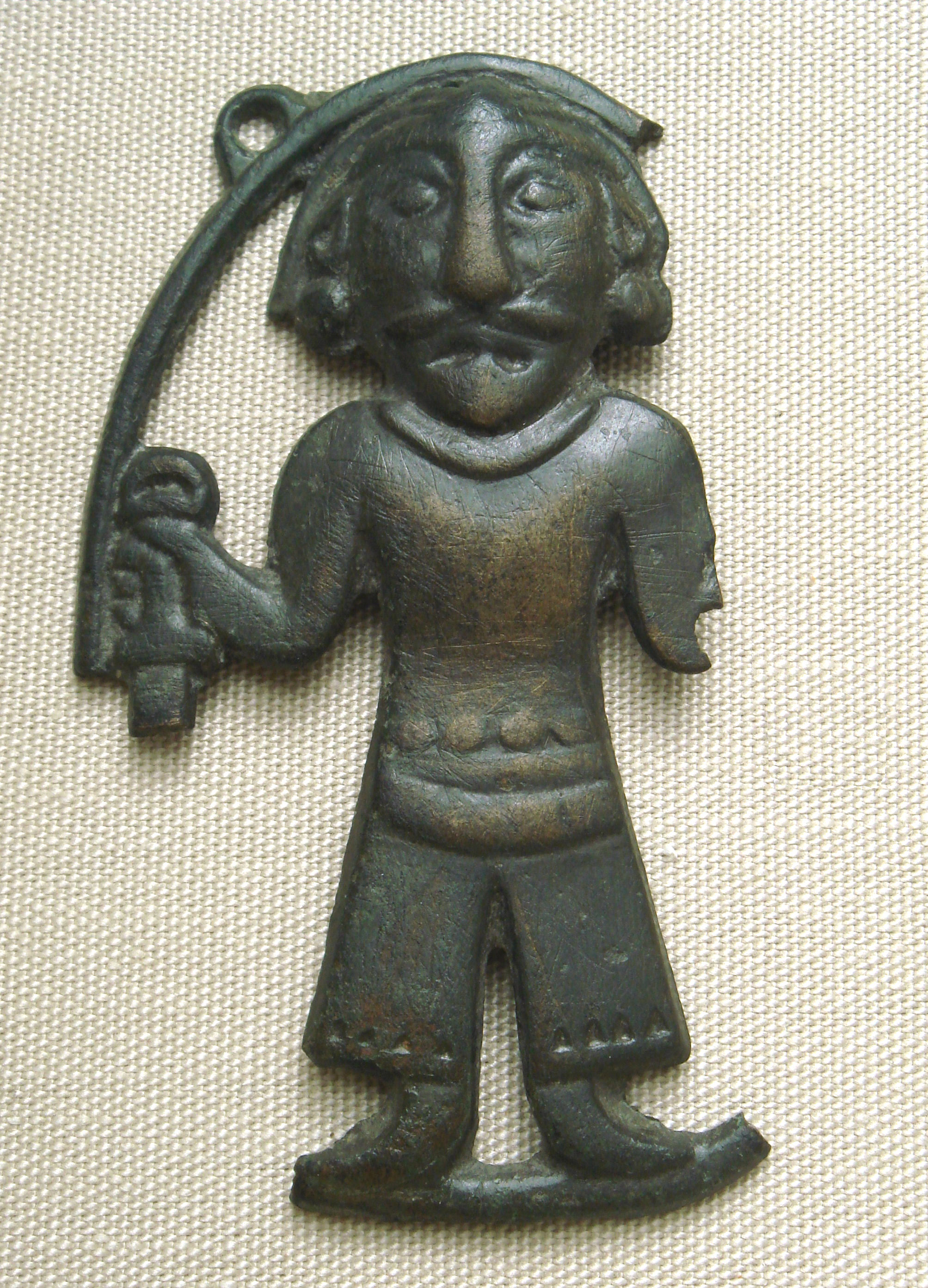
公元前3世紀-1世紀的鄂爾多斯男性青銅塑像，現為大英博物馆藏品之一

鄂爾多斯地區在古時被稱為「河套」，後稱「河南」（意指「在河流南方之國」）。游牧民族在該地區居住了多個世紀，而他們亦經常與中國交戰。在公元1-2世紀期間，該地區被匈奴人佔領，但直至1869年同治陕甘回变事件起，於該地居住的匈奴族人已經所剩無幾。
該地區在末次冰盛期期間為一沙漠地區。在全新世气候最适宜期期間，到達現今黃土高原地區的季風雨將該片沙漠推回黃河流域。自此以後，過度放牧加上近年降雨量少，令該地區再次變回沙漠狀態。近几十年分隔北部库布齐和南部毛烏素兩片沙漠的一段短而脆弱的植被遭受破壞。而日漸增加的人口壓力，以及羊隻、牛隻數目的增加，更令當地本已虛弱的環境進一步遭破壞至一個不可還原的地步，最終導致這兩片沙漠於1990年代合二為一，成為現今的鄂爾多斯沙漠。

### 註解
1. ↑  . Terrestrial Ecoregions. World Wildlife Fund.   [2021-04-02]. （原始内容存档于2020-09-19） （英语）.
2. ↑  . Dopa Explorer.   [2021-03-04]. （原始内容存档于2022-05-11） （英语）.
3. ↑  .   [2021-09-01]. （原始内容存档于2021-09-01）.
4. ↑  参见：关于印发《神木市住房和城乡建设局防汛抢险应急预案》的通知（神建发﹝2019﹞56号）
5. ↑  李思忠，《黄河鱼类志：黄河鱼类专著及鱼类学文选》 （页面存档备份，存于）：黄河流域自然概况，水产出版社，2015年，ISBN 9789578596771；中国海洋大学出版社，2017年，ISBN 9787567015371
6. 1 2  Bealby 1911，第168頁.
7. ↑  BirdLife International. . ICUN Red List of Threatened Species. 2012, 2012  [2013-11-29]. （原始内容存档于2018-06-02）.

### 文獻
- Sun Jimin, Ding Zhongli, Liu Tungsheng. "Desert distributions during the glacial maximum and climatic optimum: Example of China". Institute of Geology, Chinese Academy of Sciences

資料來源：
本条目包含来自公有领域出版物的文本: Bealby, John Thomas. . Chisholm, Hugh  (编).  12 (第11版). London: Cambridge University Press: 165–169. 1911.

## 外部連結
- World Wildlife Fund (编). . WildWorld Ecoregion Profile. National Geographic Society. 2001. （原始内容存档于2010-03-08） （英语）.